# Birra Peroni (empresa)
Birra Peroni SRL es una empresa italiana fabricante de cerveza. Fundada en 1846, fue autónoma hasta el año 1988 cuando pasó a ser controlada por Danone, sucesivamente por Anheuser-Busch InBev y, desde 2016, por el grupo japonés Asahi Breweries.

## Historia

### Los inicios
La Società Birra Peroni nace en 1846 por iniciativa de Francesco Peroni, último integrante de una familia de fabricantes de pasta de la provincia de Novara, quiénes se transfirieron desde la localidad de Galliate hacia Vigevano, ciudad a la que consideraron más adecuada para iniciar un nuevo emprendimiento. Allí fundaron una fábrica de cerveza. La empresa Francesco Peroni tenía sede en el centro de la ciudad, dónde, junto a la pequeña fábrica, había también un local para la venta directa.
En 1864 abren un nuevo establecimiento en Roma, gestionado inicialmente por algunos socios de Francesco Peroni y, a partir de 1867, por el primogénito Giovanni Peroni. El primer sitio productivo fue establecido en via Due Macelli, dónde luego surgiría el teatro Salone Margherita. En 1870 la producción fue relocalizada en la zona de Borgo Santo Spirito en un inmueble alquilado a la administración del manicomio de Santa Maria della Pietà, manteniendo activo en via Due Macelli solo un punto de venta.
En 1887 llega a Roma el hermano de Giovanni, Cesare, que luego de algunos años pasó a ocupar un rol operativo dentro de la empresa.
En 1896 la fábrica fue transferida a una nueva sede, en via del Cardello 16, no lejos del Coliseo. Mientras tanto, la empresa Peroni forjó una estrecha colaboración con la "Sociedad Romana para la Fabricación de Hielo y Nieve Artificial", que culminó en 1901 con la fusión de ambas compañías y la creación de la "Compañía conjunta fábrica de hielo y firma Francesco Peroni", cuya sede se construyó desde los cimientos en via Mantova, en el área de Puerta Pía, bajo diseño del ingeniero y arquitecto Gustavo Giovannoni. También en 1896 Cesare Peroni viaja a Alemania para estudiar las técnicas de producción de cervezas de baja fermentación. Por último, en el mismo año, la sede de Vigevano termina su actividad productiva. En 1907 fue constituida la Sociedad anónima Birra Peroni, Hielo y Almacenes Frigoríficos.
En 1908 Giovanni Peroni fue nombrado cavaliere del lavoro; en 1911 se convierte en vicepresidente de Birra Peroni para luego asumir la presidencia dos años más tarde. En el mismo año la Peroni entra en el capital accionario de la Sociedad anónima del hielo romana, que fue luego definitivamente absorbida por el grupo en 1942.
En 1921 hubo un recambio en los cuadros directivos: Cesare Peroni se convierte en director general, cargo que ejerció hasta su muerte en 1948, mientras que Giacomo Peroni, hijo de Giovanni, sustituyó al padre en el consejo de administración. Unos meses después, el 2 de enero de 1922, muere Giovanni Peroni, poco después de renunciar como presidente del grupo.

### La expansión
En 1924 fue inaugurado un nuevo establecimiento productivo en Bari, capaz de producir 25.000 hectolitros de cerveza al año sobre una producción total anual de 150.000 hectolitros. La apertura del nuevo establecimiento fue el primer paso de una estrategia de expansión del grupo en la Italia meridional: en 1926 es absorbida la fábrica de cerveza Orso & Sanvico de Perugia, luego trasformada en planta embotelladora y depósito concesionario, en 1929 la Birra d'Abruzzo con sede en Castel di Sangro, cuya planta cesó la producción en 1936 y las Birrerie meridionali di Napoli, con la constitución de la Società Anonima Birra Meridionale. En 1934, a través de Birrerie meridionali, fue adquirida la cerveza Partenope Luego fueron compradas la Birra Cioci de Macerata y, en 1939 la fábrica De Giacomi de Livorno.
En 1949 Giacomo Peroni se convierte en director ejecutivo del grupo. El año siguiente la producción anual alcanza los 420.000 hectolitros, convirtiendo a la Peroni en el primer productor cervecero italiano. En 1952 Franco Peroni, hijo de Cesare, se convierte en vicepresidente de la Società Birra Peroni. En 1953 fue inaugurada la nueva fábrica de Nápoles, realizada bajo proyecto del estudio Harley-Ellington & Day de Detroit. En 1954 Giacomo Peroni asume el cargo de presidente.
En 1955 se cierra el establecimiento ex Birrerie Meridionali de Capodimonte, sustituido por el nuevo establecimiento abierto en el barrio de Miano. En abril de 1960 se formaliza la adquisición de la mitad del paquete accionario de la Birra Itala Pilsen de Padova, luego adquirida definitivamente en 1970. En 1961 fueron completadas las compras de dos marcas italianas con sus respectivos establecimientos: la Birra Raffo de Tarento y la Birra Faramia de Savigliano.
Entre fines de los años '50 y comienzo de los '60 entraron en el consejo de administración Rodolfo Peroni, hijo de Franco, Giovanni Peroni, hijo de Francesco, que en 1962 se retiró de la actividad y Giorgio Natali, hijo de Elisa Peroni, a su vez hija de Giovanni Peroni.

### Cerveza Nastro Azzurro
En 1963 se lanza al mercado la Nastro Azzurro (en español: Banda Azul), que debe su nombre a la condecoración Banda Azul recibida por el transatlántico italiano Rex en 1933.
En julio del mismo año comienza la producción en el nuevo sitio industrial de Bari, que sustituyó al precedente. Al igual que para el sitio de Nápoles, el proyecto del establecimiento fue obra del estudio norteamericano Harley-Ellington & Day. En los años siguientes fueron inauguradas otras dos nuevas plantas: en 1971 la de Roma, en la zona industrial de Tor Sapienza que reemplazaba a la histórica sede de via Mantua y la de Padua en 1973, junto a una planta embotelladora activa ya desde 1960.
En 1976 el ya nonagenario Giacomo Peroni abandona sus cargos de director ejecutivo y presidente. Este último cargo fue ocupado por su nieto Giorgio Natali, mientras que Rodolfo Peroni y el accionista externo a la familia Mario Beretta se convirtieron en los nuevos directores generales.
A fines de los '70 se inicia una política de reorganización con respecto a los ocho establecimientos productivos del grupo que llevó al cierre de algunos de estos: el primero fue el de Livorno en 1979, seguido por el de Savigliano, Taranto y Udine en 1988.
En 1987 muere el vicepresidente Carlo Peroni. Esto llevó al nombramiento, en febrero del año siguiente, de Marco Martinelli, heredero de la familia Ferro, como vicepresidente y de Andrea Mondello, hijo de Amarilli Peroni y nieto de Giacomo Peroni, como director ejecutivo.

### Adquisición de Wührer
En 1988 el grupo compra la Wührer, la más antigua fábrica de cerveza italiana, en esa época propiedad del grupo Danone que, en el ámbito de la operación, se transforma en accionista de la Peroni con el 19,5 % del capital. Las plantas productivas de la Wuhrer en Brescia, Battipaglia y San Cipriano Po fueron todas cerradas en el transcurso del año 1993.
En 1991 termina la reestructuración de la histórica sede de via Mantova, donde se estableció la dirección general.

### Primero inglesa, luego japonesa
En 2003 la multinacional británica SABMiller, adquirió el grupo Peroni por 400 millones de euros pagados en dos partes, la primera en el mismo año y la segunda en 2005, año en el cual fue cerrado el establecimiento napolitano.
En noviembre del 2016 Anheuser-Busch InBev, para evitar problemas ligados al Antitrust europeo en el ámbito de la adquisición de SABMiller, vende la Peroni al grupo japonés Asahi Breweries.

## Marcas
La empresa produce varias marcas:
- Peroni (1846)
- Nastro Azzurro (1963)
- Raffo
- Itala Pilsen
- Wührer (1829):

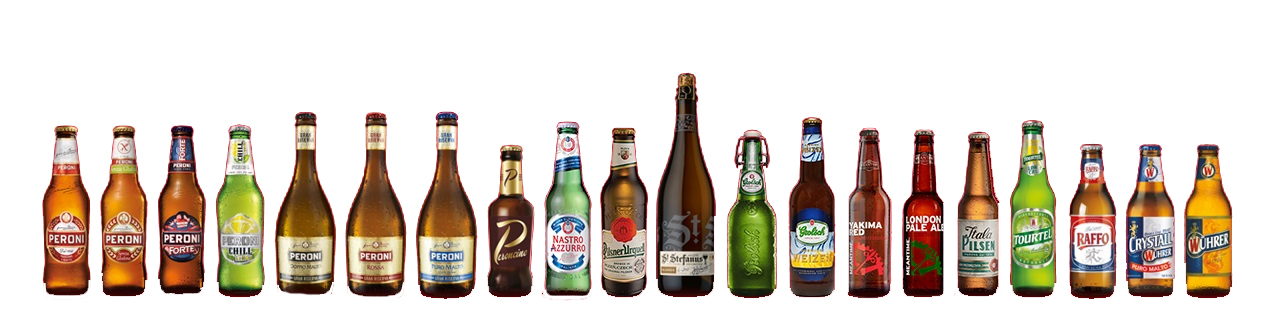
Toda la gama de cervezas elaboradas o distribuidas por el grupo Peroni

Como empresa del gruppo Asahi, la Peroni distribuye en Italia las marcas:
- Pilsner Urquell
- Meantime Brewing Company
- Tourtel
- Grolsch
- Asahi
- St. Stefanus